# 农家女
《农家女》（英語：The Farmer's Daughter）是1947年美国上映的一部电影，由H·C·波特指导，洛丽泰·扬、约瑟夫·科顿、查尔斯·比克福德主演的剧情片，该电影主要讲述一个女人到贵族家打工，后来却被贵族爱上的故事。
洛丽泰·扬因为该作而获得了奥斯卡最佳女主角奖，查尔斯·比克福德因为该作获得了最佳男配角提名。
1963年，该作出现了衍生电视剧，由英格·史蒂文斯、凯瑟琳·内斯比特和威廉·温多姆主演。

## 電影內容简介
凯瑟琳原本是一个农家的人，为了能过上更好地生活，于是到了大城市打工，但是却在去那里的途中遇到了意外，导致其身无分文。
但是在这之后，她意外的看到了一则贵族招聘保姆的广告，于是她自然是毫不犹豫的就去了那个地方，虽说最初那里比较死气沉沉，但是在凯瑟琳的努力下，那里的气氛逐渐变得融洽，并且凯瑟琳还和贵族家庭中的议员相爱了，不仅如此，她还帮助了议员做了很多的事情。

## 演员
- 洛蕾塔·扬
- 约瑟夫·科顿
- 查尔斯·比克福德
- 亞格莎·莫雷
- 詹姆士・阿尼斯
- 蘿絲·霍巴特
- 萊·巴克
- 安娜·Q·尼爾松
- 瑞斯·威廉斯
- 阿特·貝克
- 哈里·夏農
- 威廉·哈里根
- 哈里·達文波特
- 基斯·安德斯

## 其他
- 该影片在烂番茄网上得到了很多的好的评价。[4]
- 因为约瑟夫·科顿的关系，导致其女主演换成了洛丽泰·扬。[5]

## 備註
1. ↑  . American Film Institute.   [April 30, 2014]. （原始内容存档于2014-03-29）.
2. ↑  "Top Grossers of 1947", Variety, 7 January 1948 p 63
3. ↑  . Rotten Tomatoes. Fandango Media.   [April 23, 2019]. （原始内容存档于2022-11-27）.
4. ↑  Cotton, Joseph Vanity Will Get You Somewhere 2000 iUniverse